# Die Auferstehung (Telemann)

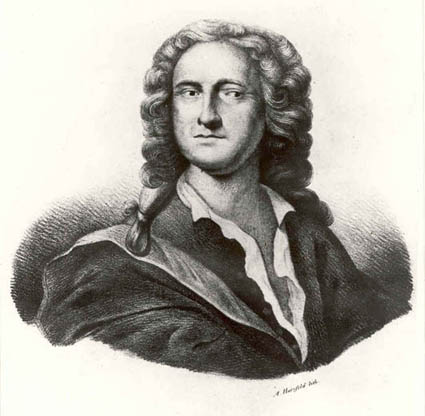
Georg Philipp Telemann

Die Auferstehung und Himmelfahrt Jesu (De Opstanding en Hemelvaart van Jezus) is een oratorium (TWV 6:7) van de Duitse componist Georg Philipp Telemann (1691-1776) dat voor het eerst werd uitgevoerd op 13 april 1761, een datum die dat jaar precies tussen Pasen en Hemelvaart viel. Het was voor het eerst sinds jaren dat Telemann, die vaak klaagde over gebrek aan middelen, een werk schreef voor grote bezetting mit vielen Instrumentalisten (...) deren Geiz nicht zu sättigen war. De tekst van het oratorium is van Friedricht Wilhelm Zacchariae.
Het werk, dat bestaat uit veertien delen, begint - in weerwil van het, letterlijk, opgewekte thema - met een klagend recitatief (Du tiefe, tote grauenvolle Stille ums heilige Grab) dat uitmondt in een jubelend koraal: Der Herr ist erstanden. In het tweede deel treedt de engel binnen die de steen wegrolt voor het heilig graf (Der Engel Gottes führ herab), opnieuw gevolgd door jubelzang over de opgestane Heer. De twee volgende delen bieden een blik op de diepte van de hel en aan de radeloze vertwijfeling die daarbij hoort. Vanaf deel 5 (Als sich der Sieger, itzt aus seinem Grabe riß) hebben de delen afwisselend betrekking op de wonderdadige gebeurtenis van de Opstanding zelf, als op de betekenis die deze gebeurtenis heeft voor gewone stervelingen: ich weiß, ich weiß ich werd' erwachen und auferstehn wie Er.
Het werk werd door tijdgenoten al beschouwd als een hoogtepunt uit Telemanns oeuvre. Enerzijds is het werk een voorbeeld van late barok, terwijl het - anderzijds - al duidelijk vooruitwijst naar opvattingen van het classicisme als die van Joseph Haydn.